# Baptistkirken på Bornholm
Baptistkirken Bornholm er en frikirke tilknyttet Baptistkirken i Danmark – dog er den selvstændig. Menighedens liv og virke sker ud fra baptistkirken i Rønne.
Baptistkirken Bornholm har cirka 180 medlemmer. Præst er Lone Møller-Hansen.
Baptistkirken på Bornholm råder over følgende bygninger:

## Rønne
Baptistkirken i Rønne, der er placeret centralt på lilletorv og dækker Sydbornholm. Kirken blev bygget i 1888.

## Østerlars
Baptistkirken i Østerlars dækker Nordbornholm (i daglig tale Nordlandet). Kirken blev bygget i 1925.

## Lejre
Derudover er der Menighedens lejr: "Holsterodde". Der er også spejdere tilknyttet kirken.